# Glenn McDonald
Glenn McDonald, né le 18 mars 1952 à Kewanee, dans l'Illinois, est un joueur et entraîneur américain de basket-ball. Il évolue durant sa carrière aux postes d'arrière et d'ailier.

## Palmarès
- Champion NBA en 1976 avec les Celtics de Boston